# Trichomalopsis sarcophagae
Trichomalopsis sarcophagae is een vliesvleugelig insect uit de familie Pteromalidae. De wetenschappelijke naam werd voor het eerst geldig gepubliceerd in 1914 door Charles Joseph Gahan.